# Калас
Калас — река в России, протекает в Ленском районе Архангельской области. Является правым притоком реки Виледь (бассейн Северной Двины).

## География
Устье реки находится в 208 км по правому берегу реки Виледь. Длина реки составляет 14 км, площадь водосборного бассейна 72 км². Калас течёт по лесной, ненаселённой местности. У реки наблюдаются довольно большие падение и уклон. Калас впадает в Виледь в 17 км. (по прямой) на восток от п. Витюнино.

## Данные водного реестра
По данным государственного водного реестра России относится к Двинско-Печорскому бассейновому округу, водохозяйственный участок реки — Вычегда от города Сыктывкар и до устья, речной подбассейн реки — Вычегда. Речной бассейн реки — Северная Двина.
Код объекта в государственном водном реестре — 03020200212103000024549.